# Levolosi
Levolosi ist ein Verwaltungsbezirk (Ward) des Distrikts Arusha (CC) in der tansanischen Region Arusha.

## Geografie
Levolosi liegt im Norden von Tansania. Der Bezirk bildet das westliche Zentrum von Arusha. Im Norden wird er von der Nairobi-Moshi-Road (Nationalstraße T2) begrenzt, im Süden reicht er etwas über die Sokoine Avenue hinaus. Bei der Volkszählung 2022 lebten hier 6317 Menschen in 1782 Haushalten.

## Gliederung
Der Bezirk besteht aus zwei Stadtteilen (Mtaa):

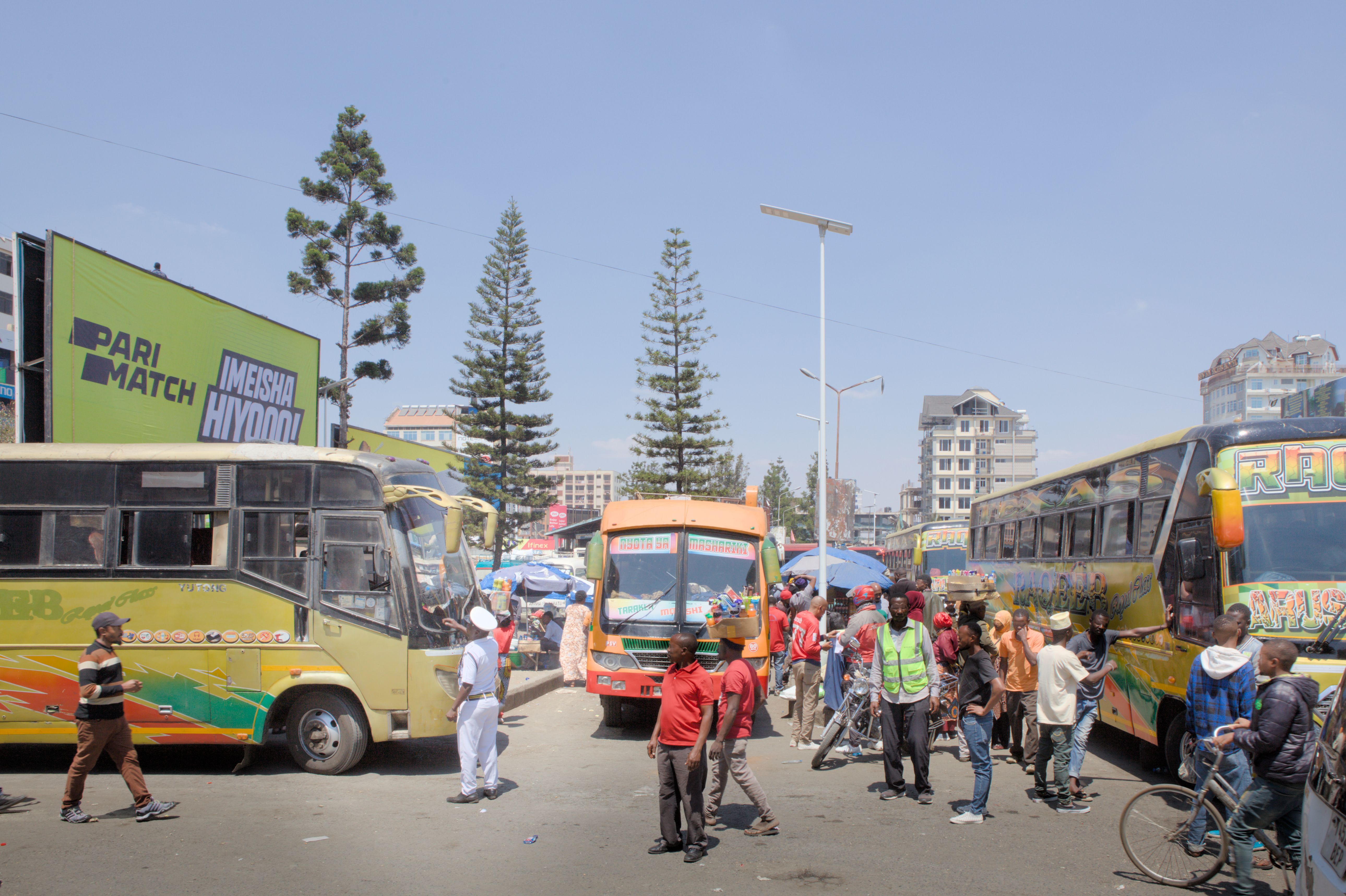
Zentrales Busterminal

- Mtaa wa Levolosi
- Majengo

## Wirtschaft und Infrastruktur
- Gesundheit: Im Bezirk liegen das 1975 gegründete St. Elizabeth Hospital,[6] das Arusha Lutheran Medical Centre,[7] sowie das staatliche Levolosi Gesundheitszentrum.[8][3]
- Bildung: Im Süden des Bezirks befindet sich die Arusha Meru International School.[3] Die Schule wurde im Jahr 1964 eröffnet und wird von lokalen und internationalen Schülern besucht.[9]
- Verkehr: In Levolosi sind das zentrale Busterminal von Arusha, von dem Busse in alle Landesteile fahren,  sowie das City-Bus-Terminal für lokale Busse.[3]